# Phoebe zhennan
Phoebe zhennan е голямо по вид дърво, високо до 30 метра (98 фута), от рода Phoebe от семейство Lauraceae. Името „Zhennan“ е транскрипция на едно от китайските имена на дървото, 桢 楠. Той е ендемичен за Китай, където се среща в провинциите Гуейджоу, Хубей и Съчуан. То е вид растение от семейство Лаврови (Lauraceae). Видът е световно застрашен, със статут Уязвим.

## Разпространение
Разпространен е в Китай.